# دير الموارنة (القدس)
دير المورانة المعروف أيضا باسم الكنيسة المارونية والدير الماروني هو دير ماروني كاثوليكي يقع في شارع الدير الماروني 25 بالقرب من باب الخليل في حارة الأرمن في البلدة القديمة في القدس. أنشئ الدير في عام 1895 ليكون دار العبادة الماروني الوحيد في البلدة القديمة في القدس وهي بمثابة كاتدرائية إكسرخسية البطريركية الكاثوليكية المارونية في القدس وفلسطين وهو المقر الرسمي لرئيس أساقفتها.

بُني المجمع ليكون مقر إقامة القنصل البريطاني في عام 1851 ثم استخدمته جماعة شماسات كايزرسفيرث البروتستانتية الألمانية، قبل أن يشتريه الموارنة اللبنانيين في أوائل تسعينات القرن التاسع عشر. يتكون المجمع من كنيسة مارونية ودار ضيافة للحجاج تُعرف بـبهو سان مارون(بالفرنسية: Foyer de Saint Maron)‏ التي تديرها راهبات موارنة من جماعة القديسة تريزا للطفل يسوع. في المجمع منظمة حجاج تُدعى Peregrinatio Jubilaum Jerusalem التي أسستها الكنيسة المارونية في عام 1999 وهي مسؤولة عن تنظيم رحلات بالمزارات المقدسة بالمدينة.

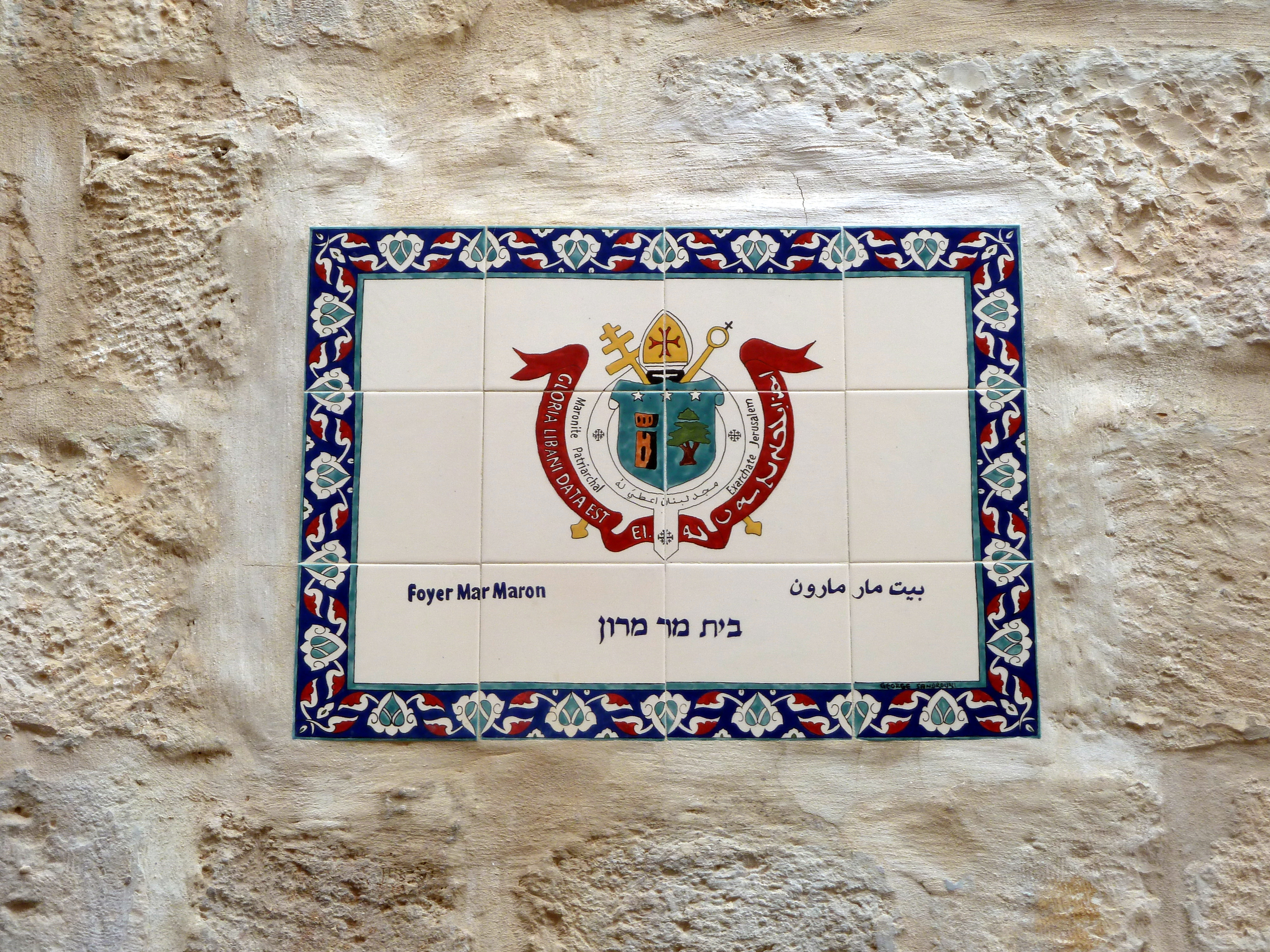
لوحة بالدير